# Austrodaphnella
Austrodaphnella é um gênero de gastrópodes pertencente a família Raphitomidae.

## Espécies
- Austrodaphnella alcestis (Melvill, 1906)[2]
- Austrodaphnella clathrata Laseron, 1954[3]
- Austrodaphnella torresensis Shuto, 1983[4]
- Austrodaphnella yemenensis Bonfitto et al., 2001[5]